# Serge Mendjisky
Pour les articles homonymes, voir Mendjisky.
Serge Mendjisky est un peintre et photographe français né Serge Mendrsisezky le 24 mai 1929 à Paris où il est mort le 7 mai 2017.

## Biographie
Il est le fils du peintre Maurice Mendjizky.

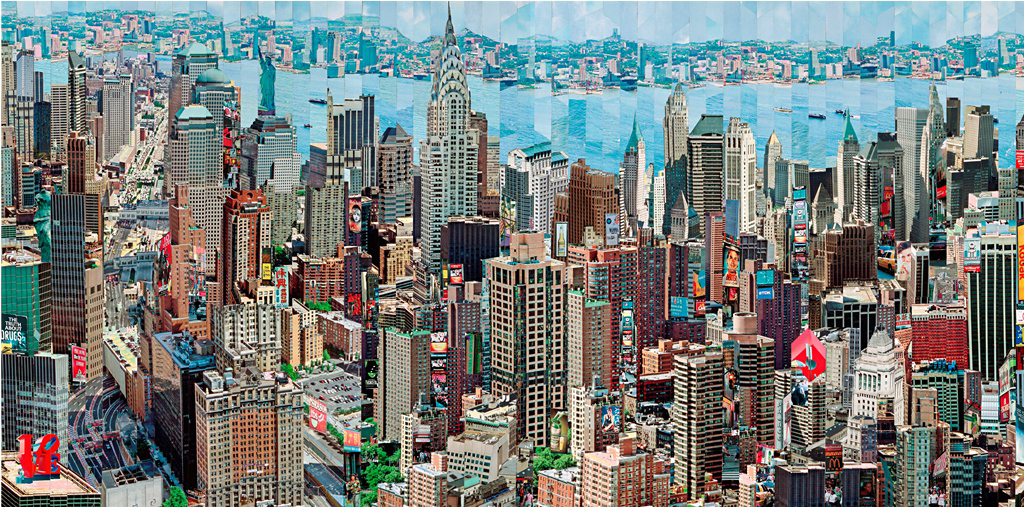
Stressless (2010), collage photographique, localisation inconnue.